# HD 117025
HD 117025，又名CP-64 2418，SAO 252329、HR 5069，是一颗恒星，视星等为6.11，位于銀經306.95，銀緯-2.1，其B1900.0坐标为赤經13h 22m 19.5s，赤緯-64° -2.1′ 26″。